# Jan Szymański
Jan Szymański (n. 2 martie 1989, Poznań, Polonia) este un patinator de viteză ce a reprezentat Polonia, medaliat olimpic. A participat la 2 ediții ale Jocurilor Olimpice (2014, 2018) în care a câștigat o medalie de bronz.